# Публий Аттий Вар
Пу́блий А́ттий Вар (лат. Publius Attius Vaarus; погиб 17 марта 45 года до н. э. в битве при Мунде, Дальняя Испания, Римская республика) — римский военачальник и политический деятель, видный представитель помпеянской «партии» во время гражданской войны между Гнеем Помпеем и Гаем Юлием Цезарем. Был наместником Африки и разгромил Гая Скрибония Куриона, позже уступил свои полномочия Квинту Цецилию Метеллу Пию. Во время африканской войны командовал флотом, после поражения при Тапсе уплыл в Испанию и там погиб в битве.

## Биография
Публий Аттий принадлежал к незнатному плебейскому роду. Публий Аттий, сын Публия, из Уфентинской трибы упоминается в декрете консула Гнея Помпея Страбона от 17 ноября 89 года до н. э. как член его совета во время Союзнической войны. Антиковеды полагают, что это мог быть отец Вара (к тому же благодаря латинской надписи из Курубиса в провинции Африка известно, что отец Публия Аттия носил тот же преномен).
Известно, что Публий до 49 года до н. э. успел побывать претором (по одной из версий, не позже 55 года до н. э.) и пропретором провинции Африка. Когда конфликт между Гаем Юлием Цезарем и Гнеем Помпеем перерос в гражданскую войну, Вар встал на сторону Помпея. В начале 49 года до н. э. он возглавил оборону Пицена от наступавших цезарианцев, расположившись в Ауксиме с тремя когортами. Собрать более значительные силы Вар не успел: декурионы Ауксима потребовали от него покинуть город, а во время отступления он был настигнут цезарианцами, и его отряд разбежался.
Судя по беглым упоминаниям в двух письмах Цицерона, Публий некоторое время находился в лагере Помпея в Апулии, откуда направился в Африку. Этой провинцией тогда управлял легат Квинт Лигарий, действовавший от имени отсутствовавшего наместника Гая Консидия Лонга. Вар, не обладая официальным империем, взял власть над провинцией в свои руки, а Лонга сделал своим подчинённым. Назначенного сенатом нового наместника, Луция Элия Туберона, он не пустил в Африку. Публий с максимальной энергией готовился к новой схватке с цезарианцами: собирал армию и флот, укреплял основные города (Утику, Клупею, Гадрумет). Союзником помпеянцев стал царь Нумидии Юба, располагавший большой армией. Судя по последующим событиям, цезарианцы недооценили Вара и его армию.
В августе 49 года до н. э. в Африке высадился Гай Скрибоний Курион. Он разбил Вара в нескольких сражениях и осадил Утику, но вскоре на помощь помпеянцам пришёл Юба. На реке Баград армия Куриона была почти полностью уничтожена, а сам Курион погиб в схватке. Античные авторы пишут, что после этой победы Вар попал в зависимость от Юбы, который почувствовал себя хозяином Африки. Тем временем Помпей был разбит при Фарсале и погиб (48 год до н. э.). Его военачальники собрались в Африке, которая стала главной военной базой помпеянцев. Вару пришлось уступить полномочия командующего консуляру Квинту Цецилию Метеллу Пию Сципиону.
В 46 году до н. э., когда в Африке высадился сам Цезарь, Вар командовал флотом. После разгрома помпеянской армии при Тапсе он уплыл вместе с Титом Лабиеном и Секстом Помпеем в Испанию, которая стала последним очагом сопротивления. В 45 году до н. э. Публий сражался с Цезарем на суше и погиб в битве при Мунде. Его отрубленную голову преподнесли Гаю Юлию.